# 5079 Brubeck
5079 Brubeck este un asteroid din centura principală, descoperit pe 16 februarie 1975, de Observatorio Félix Aguilar.